# 天津南港铁路
天津南港铁路，起自天津南环铁路万家码头站，连接南港工业区港区配套铁路、华电项目专用线的集疏运铁路，全长39.77公里。隶属于天津南环铁路有限公司。

## 技术概况
国铁I级双线自动闭塞电气化铁路。设有万码南站、减河北站（预留）、南港北站（编组站）、分区一场站。
从天津南环铁路洪泥河线路所LGDK31+600至南港工业区港口分区一场站港口端NGDK28+400，左线长33.46km，右线长32.35km。
线路
- 天津南环铁路洪泥河线路所LGDK31+600至万码南站上行咽喉，左线线路长10.7千米。右线线路长度8.675千米。
- 万码南站下行咽喉至南港站站外，线路长度17.553千米
- 南港站站外至分区车场一站外，线路长度4.35千米
- 天津南环铁路八米河线路所至万码南站上行咽喉，左线线路长度5.746千米，右线线路长度5.743千米
- 万家码头站至万码南站联络线，左线4.787千米，右线1.938千米

## 历史
1974年铁道部《关于天津炼油厂铁路设计问题的通知》中，给铁道部第三勘测设计院下达了天津炼油厂铁路专用线（李万铁路）勘测设计任务。该专用线在陈塘庄支线接轨，由李七庄站起，经芦北口站、王稳庄站、万家码头站（工业编组站）到万家码头站外、天津石油化工总厂门口（DK36+702.24），全长37.231公里。线路标准为I级专用线；限制坡度4‰；最小曲线半径400米；建设型蒸汽机车牵引，牵引定数3300吨；到发线有效长850米；继电半自动闭塞。43公斤/米钢轨，I类浸油木枕每公里铺设1600根。总概算2666万元，由燃料化学工业部天津石油化工总厂投资。1974年10月正式开始路基土方工程施工。 1975年9月基本完成路基桥涵，并开始铺轨，1975年12月10日开通工程列车。1976年6月开通临时运营。
为解决大港区4万余人的客流和物资运输，1983年9月李港铁路开通客运配套建设了李港铁路延伸线一期和二期第一部分。预计年货运量60万吨。随后李港铁路延伸线二期第二部分、三期、四期工程，全长21.881km，于1986年11月1日正式开通运营。
李港铁路延伸线：
- 一期：从万家码头站接轨，绕过天津炼油厂和天津石油化纤厂，至十米河沿，约6km。 1981年10月12日开工，1982年7月完成，1983年9月20日开通李七庄站至北大港站客运。
- 二期第一部分：从延伸线一期工程终点DK4+085处接轨，至板桥DK7+000处。在大港区行政中心设北大港站。1983年3月12日至9月15日施工。
- 二期第二部分从北大港站穿过板桥农场东南角、设板桥站。
- 三期从板桥站经里边河及官港湖之间，在DK21＋390设官港站。
- 四期跨过大沽排污河和津沽公路后在塘沽区邓善沽乡设邓善沽站。
- 邓东段工程：起点邓善沽站东端DK28＋558.01（相当于李港铁路连续里程K65＋383.64），至东大沽站。1992年9月20日动工，1993年9月20日开通临时运营。
- 津南支线：李港铁路延伸线津板桥站北端（统一里程K49＋892.70）接轨，沿天津铁路枢纽东南环线规划位置，由南向北经板桥农场，跨八米河、马厂减河、大沽排污河，在DK10＋760处设咸水沽站，并继续向北延伸约2公里过津沽公路，进入东泥沽村管内为终点。全长13.786公里。1992年1月20日开工。1992年7月1日开通临时运营。
- 南疆港海河铁路大桥：1995年12月竣工通车。长3.64公里。
- 神华天津煤码头进港铁路：西起东大沽站，向东北方向跨越海河，到达神华天津煤码头。全线长8.244 公里，其中6.85公里为天津港集团和神华集团朔黄铁路公司共同投资建设，年设计通过能力3640万吨。2006年底竣工。[2]

1992年由于大港电厂扩建，包括万家码头站扩建改造在内的“李港铁路技术改造工程”。
2012年4月铁道部和天津市政府联合批复新建填进南港铁路工程可行性研究报告（铁计函【2012】1289号）。2014年初，国家铁路总公司和天津市合资合作的南港铁路全线启动建设。中铁三局、中铁六局和中铁十二局施工。总投资约43.05亿元。2020年12月14日全面建成通车运营。
天津南港港铁物流专用线2020年5月1日开工建设，2021年7月底如期达成竣工验收标准，2021年8月正式开通。项目占地面积14.88万平方米，其中新建固体散货和集装箱货物的装卸Ⅰ场约8万平方米。正线长度约3.1km，设装卸线2条，机走线1条，共计5.1km。设计到发货物800万吨/年。